# Santeramo in Colle
Santeramo in Colle község (comune) Olaszország Puglia régiójában, Bari megyében.

## Fekvése
Baritól délre fekszik, a Murgia-fennsíkon, közel a Basilicata-Puglia határhoz.

## Története
Első említése 1136-ból származik. Ekkor épült meg a San’Angelo-templom. A település nevét védőszentje Antiochiai Erasmus után kapta. Az in Colle arra utal, hogy dombvidéken fekszik.

## Népessége
A népesség számának alakulása:

## Főbb látnivalói
- Sant’Erasmo-templom
- Santa Maria del Carmine-templom
- Palazzo DiSanto
- Palazzo Municipale